# Hugh May
Hugh May (1621 - 21 février 1684) est un architecte anglais de la période suivant la restauration du roi Charles II. Il travaille à l'époque qui s'est située entre la première introduction du palladianisme en Angleterre par Inigo Jones, et la pleine floraison du baroque anglais sous John Vanbrugh et Nicholas Hawksmoor. Son propre travail est influencé à la fois par le travail de Jones et par l'architecture hollandaise. Bien que les seules œuvres survivantes de May soient Eltham Lodge et la façade est, les écuries et la chapelle de Cornbury House, ses créations ont une influence. Avec son contemporain, Roger Pratt, May est responsable de l'introduction et de la vulgarisation d'un type de maison anglo-néerlandais, qui est largement imité.

## Biographie
Hugh May est le septième fils de John May de Rawmere, à Mid Lavant, Sussex de l'Ouest, et de sa femme, Elizabeth Hill, et est baptisé le 2 octobre 1621. Il est un cousin germain de Baptist May, gardien de la bourse privée de Charles II. En tant que membre d'une famille royaliste, Hugh May passe les années du Commonwealth d'Oliver Cromwell au service du duc de Buckingham. May organise le transport d'œuvres d'art de la maison du duc d'York vers la Hollande, où le duc est en exil. Ici, May est exposée aux développements récents de l'architecture classique néerlandaise et aux maisons en briques simples mais raffinées conçues par Jacob van Campen et Pieter Post. May est un ami du peintre Peter Lely et, en 1656, les deux se rendent à la cour de Charles II en exil. Outre Lely, le cercle de May comprend Samuel Pepys, qui appelle May un "homme très ingénieux", Roger North et John Evelyn, que May aide à traduire le Parallel of Architecture de Roland Fréart. Aucun plan de May n'a survécu, et il s'est peut-être plutôt appuyé sur des dessinateurs. Il meurt à l'âge de 63 ans et est inhumé dans l'église de Mid Lavant.

## Maisons
Lors de la restauration de Charles II, May est récompensé de sa loyauté en étant nommé payeur des travaux du roi le 29 juin 1660. Ses commandes d'architecture proviennent de connaissances de la cour et son premier travail achevé est Eltham Lodge, Kent (1663-1664), pour John Shaw, 1er baronnet. Construite en brique, avec un fronton en pierre et des pilastres ioniques, la maison à double pilotis reflète l'influence hollandaise. Cornbury House, Oxfordshire (1663-1668), est construite dans un style similaire, mais avec un fronton corinthien, pour Edward Hyde (1er comte de Clarendon). La maison la plus importante de May est Berkeley House, sur Piccadilly, Londres (1664-1666, démolie en 1733), pour Lord Berkeley. C'est à nouveau dans le même style, mais avec l'ajout de colonnades en quadrant, une caractéristique dérivée de Palladio, et qui est encore une fois très imitée. À Cassiobury, Hertfordshire (1674, démoli en 1922), May ajoute des ailes à la maison du comte d'Essex et redessine certains des intérieurs, donnant au sculpteur sur bois Grinling Gibbons sa première commande majeure. Il est possible que May ait été l'architecte de la première Burlington House, pour John Denham, et il conseille certainement le comte de Burlington après avoir acheté la maison en 1667. Il participe également à la construction ou à des modifications à Chilton Lodge, Berkshire (1666, reconstruit), Holme Lacy, Herefordshire (1673-1674) et Moor Park, Hertfordshire (1679-1684, reconstruit).
Les maisons de May s'inspirent du classicisme néerlandais contemporain, comme en témoigne le Mauritshuis (1636-1641), et introduisent en Angleterre un style de maison économique, mais classiquement raffiné. Plus simple que l'œuvre de Jones, ou de Pratt, le style est largement imité, par exemple à Melton Constable, Norfolk (1665), ou à Ramsbury Manor, Wiltshire (1681-1686). Les développements de May et Pratt des œuvres d'Inigo Jones influencent leur contemporain Christopher Wren et se répandent en Écosse dans l'œuvre de William Bruce.

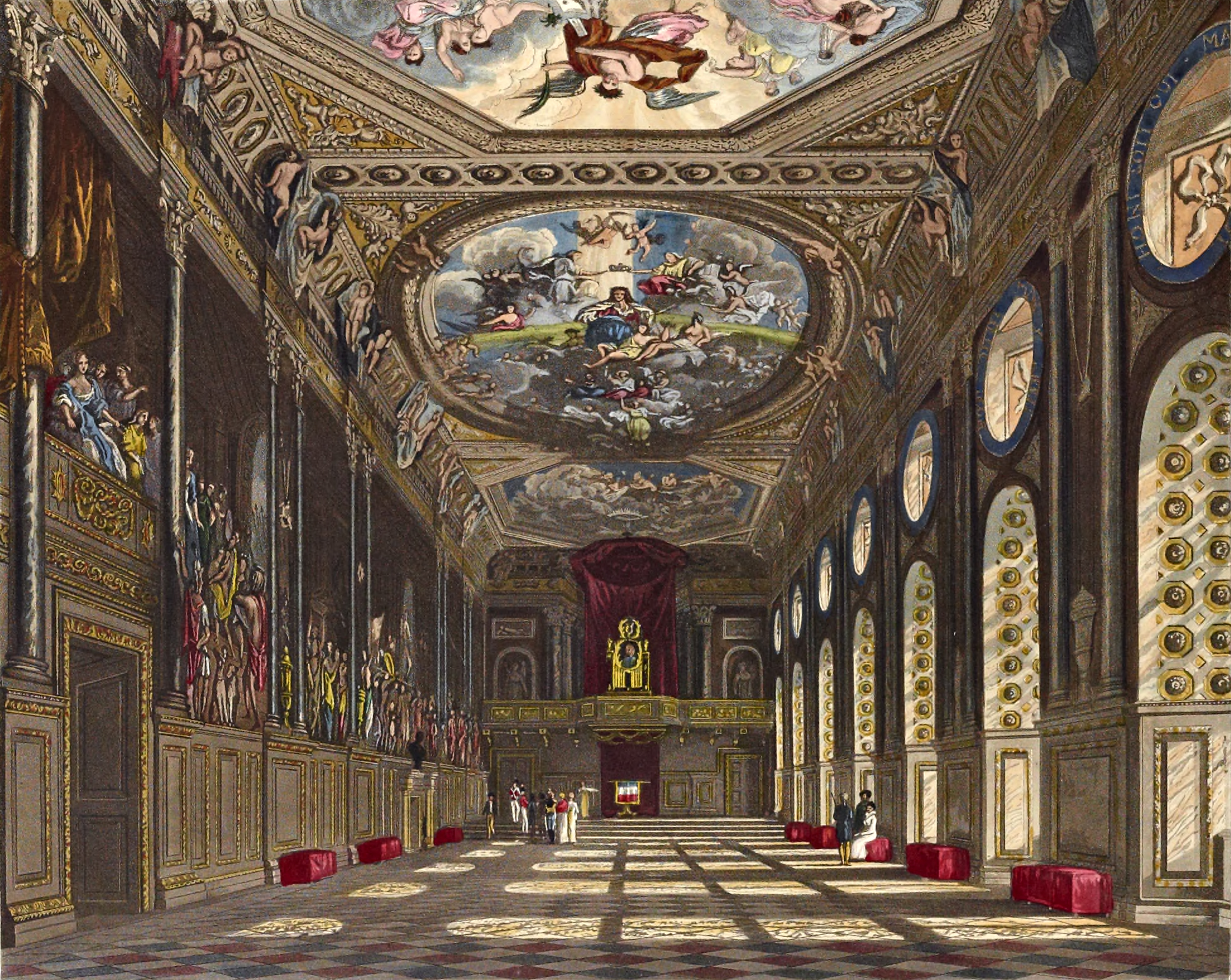
St George's Hall, château de Windsor, en 1819

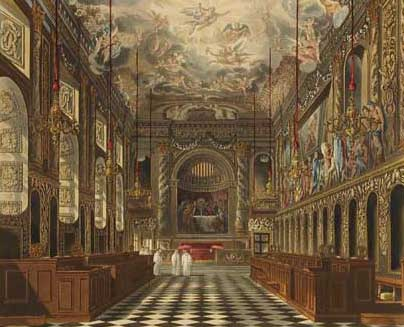
Chapelle royale, château de Windsor, en 1819

## Reconstruction de Londres
À la suite du grand incendie de Londres, en septembre 1666, May est l'un des trois « commissaires à la reconstruction de la ville de Londres », nommés par Charles II. Les autres sont Roger Pratt et Christopher Wren, et avec trois représentants de la City de Londres, Robert Hooke, Edward Jerman et Peter Mills, ils sont chargés d'examiner les dégâts et de promouvoir des méthodes de reconstruction. Le travail des commissaires conduit à deux actes parlementaires de reconstruction, en 1666 et 1670, bien que le rôle de May dans les travaux de reconstruction ait été limité.

## château de Windsor
En juin 1668, May est promu contrôleur des travaux du roi et nommé greffier des engagements, un bureau de la Cour des plaidoyers communs. En novembre 1673, il est en outre nommé contrôleur des travaux du château de Windsor, où, à partir de 1675, il remodèle le quartier supérieur, agrandissant les appartements de la reine Catherine de Bragance, et construit la salle Saint-Georges et la chapelle royale. Travaillant à nouveau avec Gibbons et le peintre Antonio Verrio, May crée une série d'intérieurs baroques, dont le plus grandiose, le St George's Hall, sert de modèle pour le Wren's Great Hall au Greenwich Palace. La salle a été démolie en 1826, lorsque Sir Jeffry Wyatville remodèle le château pour le roi George IV, bien que la chambre d'audience et la chambre de présence de la reine survivent sous une forme modifiée.